# Pristerophora longipes
Pristerophora longipes is een keversoort uit de familie bladsprietkevers (Scarabaeidae). De wetenschappelijke naam van de soort is voor het eerst geldig gepubliceerd in 1861 door Philippi als Schizochelus longipes.